# Långenabben
Långenabben är en by i Torhamns socken i Karlskrona kommun i Blekinge län.

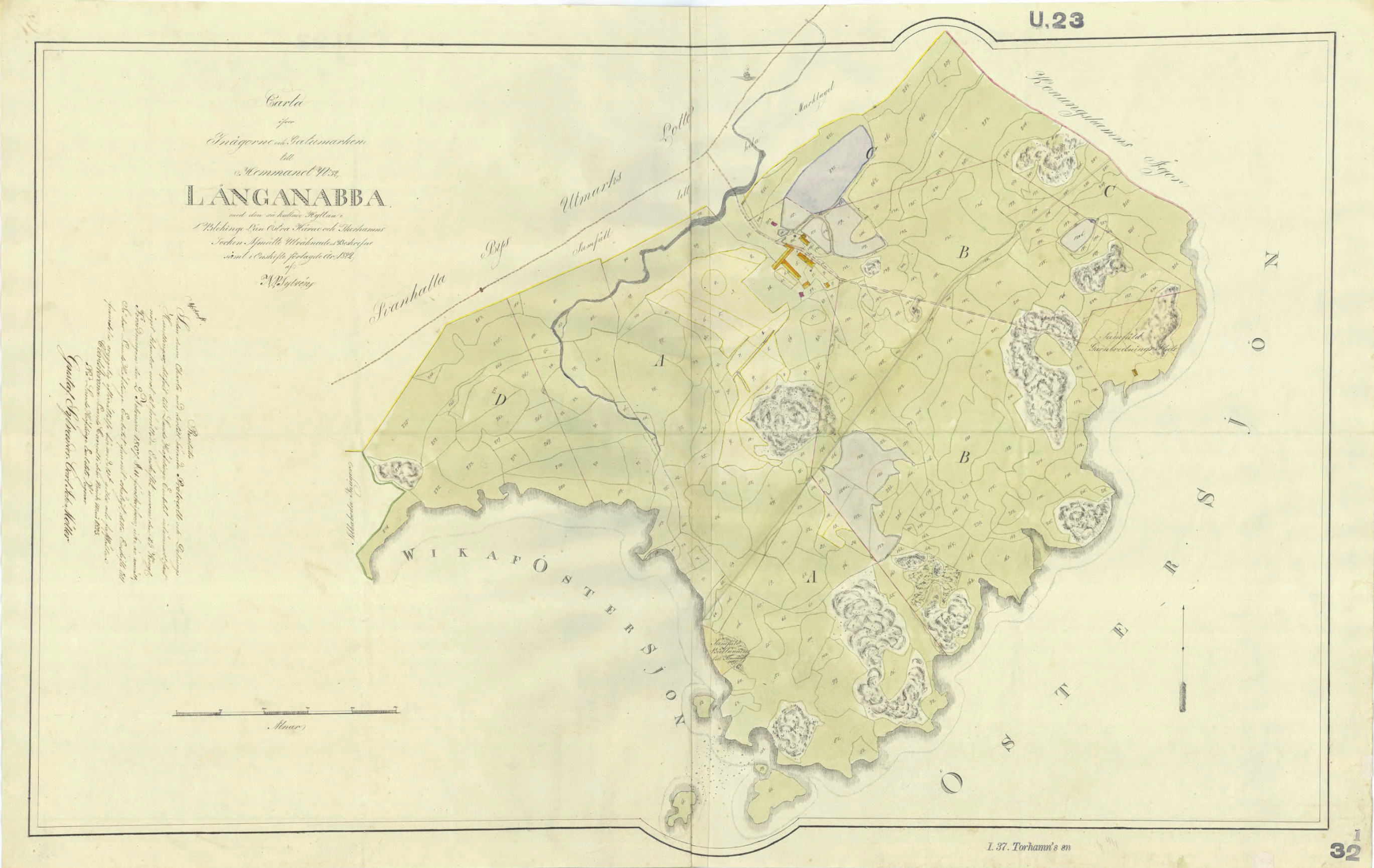
Karta över Långenabben från 1820